# Sidi Khaled (Ouled Djellal)
Sidi Khaled è un comune dell'Algeria, situato nella provincia di Ouled Djellal.